# Lispocephala parva
Lispocephala parva är en tvåvingeart som beskrevs av Hardy 1981. Lispocephala parva ingår i släktet Lispocephala och familjen husflugor. Inga underarter finns listade i Catalogue of Life.